# Pachyramphus spodiurus
Pachyramphus spodiurus е вид птица от семейство Tityridae. Видът е застрашен от изчезване.

## Разпространение
Видът е разпространен в Еквадор и Перу.